# Lili Reinhart

Lili Reinhart auf der San Diego Comic-Con 2019

Lili Pauline Reinhart (geboren am 13. September 1996 in Cleveland, Ohio) ist eine US-amerikanische Schauspielerin, die durch ihre Rolle der Betty Cooper in der US-Fernsehserie Riverdale des Fernseh-Networks The CW bekannt wurde.

## Karriere
Lili Reinhart wuchs in Bay Village in der Nähe Clevelands auf. Mit dem Schauspiel begann sie im Kindesalter in lokalen Laientheatern.
Zu Reinharts Gastauftritten zählen einer in der Serie Law & Order: Special Victims Unit oder einer in der Drama-Komödie Kings of Summer (2013). Am 9. Februar 2016 wurde sie für die Rolle der Betty Cooper in der Teenie-Drama-Serie Riverdale gecastet. Für diese Rolle erhielt sie 2017 den Teen Choice Award in der Kategorie Breakout Star. 2019 spielte sie in Lorene Scafarias Drama Hustlers an der Seite von Jennifer Lopez, Keke Palmer und Constance Wu.
Im Juni 2019 wurde bekanntgegeben, dass Reinhart als Hauptdarstellerin des Films Unsere Verlorenen Herzen (Chemical Hearts), welcher von den Amazon Studios produziert wurde und auf dem gleichnamigen Buch von Krystal Sutherland basiert, gecastet wurde. Außerdem war sie als Executive Producer des Films tätig.
Im September 2020 veröffentlichte sie ihr Buch Swimming Lessons – Freischwimmen (Swimming Lessons: Poems), welches Gedichte beinhaltet. Das Buch beschäftigt sich mit Themen wie, „junge Liebe, Ängste, Depressionen, Berühmtheit und Herzschmerz“. In der Woche vom 18. Oktober 2020 debütierte Swimming Lessons – Freischwimmen auf Platz 2 der Bestsellerliste für Taschenbuch Trade Fiction der New York Times.
Im März 2021 wurde bekannt gegeben, dass Reinhart für Wanuri Kahius Film Plus/Minus gecastet wurde. Reinhart spielt Natalie, eine College-Studentin, deren Leben am Vorabend ihres College-Abschlusses in zwei parallele Realitäten zerfällt. In einer Realität wird sie schwanger und muss als junge Erwachsene die Mutterschaft bewältigen; im anderen zieht sie nach LA, um ihrer Karriere nachzugehen. Der Film wurde letztendlich unter dem Titel Look Both Ways bei Netflix veröffentlicht; neben der Hauptrolle ist er der zweite Film mit Reinhart als leitende Produzentin.
Im Juni 2021 unterzeichnete Reinharts Produktionsfirma Small Victory Productions einen Vertrag mit Amazon Studios. Im Rahmen des Paktes werden Reinhart und ihre Produktionspartnerin Catherine Hagedorn originelle und adaptierte Inhalte für Film und Fernsehen entwickeln. Hagedorn wird SVP of Production bei Small Victory. Gemeinsam werden Reinhart und Hagedorn sich auf die Entwicklung moderner Inhalte für junge Erwachsene konzentrieren, die Vielfalt und Inklusivität feiern, sowie sich für neue Stimmen einsetzen und ihre Geschichten zum Leben erwecken.

## Privat
Lili Reinhart teilte Anfang Februar 2018 mit, dass sie vor ihrer Rolle in der Serie Riverdale an „schwersten Depressionen“ litt. Ermutigt, mit dieser Information an die Öffentlichkeit zu treten, wurde sie von Demi Lovato, die einst die eigene psychische Erkrankung öffentlich gemacht hatte.
Von Februar 2017 bis Januar 2020 war sie mit dem Schauspieler Cole Sprouse liiert.
Im Rahmen einer Protestaktion zum Tod von George Floyd Anfang Juni 2020 für queere Personen outete Reinhart sich als bisexuell.

## Filmografie (Auswahl)
- 2010: For Today (Kurzfilm)
- 2011: The Most Girl Part of You (Kurzfilm)
- 2011: Law & Order: Special Victims Unit (Fernsehserie, Folge 13x9)
- 2011: Lilith
- 2012: Not Waving But Drowning
- 2013: Kings of Summer (The Kings of Summer)
- 2013: The First Hope (Kurzfilm)
- 2013: Gibsonburg
- 2013: Forever’s End
- 2014: Surviving Jack (Fernsehserie, sechs Folgen)
- 2015: Cocked (Fernsehfilm)
- 2016: Miss Stevens
- 2016: The Good Neighbor
- 2017–2023: Riverdale (Fernsehserie, 137 Folgen)
- 2018: Galveston – Die Hölle ist ein Paradies (Galveston)
- 2019: Hustlers
- 2019: 3 Engel für Charlie (Charlie’s Angels)
- 2020: Unsere verlorenen Herzen (Chemical Hearts)
- 2022: Look Both Ways
- 2025: American Sweatshop

## Diskografie
| Titel                                                                                | Jahr | Album                                                                                               |
| ------------------------------------------------------------------------------------ | ---- | --------------------------------------------------------------------------------------------------- |
| „Jigsaw“                                                                             | 2013 | Forevers End                                                                                        |
| „In“ (mit dem Riverdale Cast)                                                        | 2018 | Riverdale: Special Episode – Carrie the Musical (Original Televion Soundtrack)                      |
| „Do Me a Favor“ (mit KJ Apa, Camila Mendes, Jordan Calloway)                         | 2018 | Riverdale: Special Episode – Carrie the Musical (Original Televion Soundtrack)                      |
| „The World According to Chris“ (mit Camila Mendes, Vanessa Morgan, Shannon Purser)   | 2018 | Riverdale: Special Episode – Carrie the Musical (Original Televion Soundtrack)                      |
| „You Shine“ (mit KJ Apa, Camila Mendes)                                              | 2018 | Riverdale: Special Episode – Carrie the Musical (Original Televion Soundtrack)                      |
| „A Night We'll Never Forget“ (mit dem Riverdale Cast)                                | 2018 | Riverdale: Special Episode – Carrie the Musical (Original Televion Soundtrack)                      |
| „Mad World“ (mit KJ Apa, Camila Mendes)                                              | 2018 | Riverdale: Season 2 (Original Television Soundtrack)                                                |
| „Beautiful“ (mit dem Riverdale Cast)                                                 | 2019 | Riverdale: Special Episode – Heathers the Musical (Original Televison Soundtrack)                   |
| „Candy Store“ (mit Madelaine Petsch, Camila Mendes, Vanessa Morgan, Bernadette Beck) | 2019 | Riverdale: Special Episode – Heathers the Musical (Original Televison Soundtrack)                   |
| „Big Fun“ (mit dem Riverdale Cast)                                                   | 2019 | Riverdale: Special Episode – Heathers the Musical (Original Televison Soundtrack)                   |
| „Seventeen“ (mit Cole Sprouse, Vanessa Morgan, Madelaine Petsch)                     | 2019 | Riverdale: Special Episode – Heathers the Musical (Original Televison Soundtrack)                   |
| „Seventeen (Reprise)“ (mit dem Riverdale Cast)                                       | 2019 | Riverdale: Special Episode – Heathers the Musical (Original Televison Soundtrack)                   |
| „Dream Warriors“ (mit KJ Apa, Ashleigh Murray, Camila Mendes)                        | 2019 | Riverdale: Season 3 (Original Television Soundtrack)                                                |
| „Wicked Little Town“ (mit dem Riverdale Cast)                                        | 2020 | Riverdale: Special Episode – Hedwig and the Angry Inch the Musical (Original Television Soundtrack) |
| „Random Number Generation“ (mit dem Riverdale Cast)                                  | 2020 | Riverdale: Special Episode – Hedwig and the Angry Inch the Musical (Original Television Soundtrack) |
| „Wig in a Box“ (mit Madelaine Petsch, Camila Mendes, Vanessa Morgan, Casey Cott)     | 2020 | Riverdale: Special Episode – Hedwig and the Angry Inch the Musical (Original Television Soundtrack) |
| „Exquisite Corpse“ (mit KJ Apa, Camila Mendes, Cole Sprouse)                         | 2020 | Riverdale: Special Episode – Hedwig and the Angry Inch the Musical (Original Television Soundtrack) |
| „The Origin of Love“ (mit KJ Apa, Camila Mendes, Cole Sprouse)                       | 2020 | Riverdale: Special Episode – Hedwig and the Angry Inch the Musical (Original Television Soundtrack) |
| „Wicked Little Town (Reprise)“ (mit KJ Apa)                                          | 2020 | Riverdale: Special Episode – Hedwig and the Angry Inch the Musical (Original Television Soundtrack) |
| „Midnight Radio“ (mit dem Riverdale Cast)                                            | 2020 | Riverdale: Special Episode – Hedwig and the Angry Inch the Musical (Original Television Soundtrack) |

## Awards

### Auszeichnungen
- Teen Choice Award 2017: Choice Breakout TV Star und Choice TV Ship (mit Cole Sprouse), jeweils für Riverdale[13]
- Teen Choice Award 2018: Choice Drama TV Actress, Choice Liplock (mit Cole Sprouse) für Riverdale und Choice TV Ship (mit Cole Sprouse), jeweils für Riverdale[14]
- Teen Choice Award 2019: Choice Drama TV Actress und Choice Ship (mit Cole Sprouse), jeweils für Riverdale[15]

### Nominierungen
- New York VisionFest 2013: Breakthrough Performance Award für The First Hope[16]
- Saturn Award 2018: Nominierung für den Besten TV-Nachwuchsschauspieler für Riverdale[17]
- People’s Choice Award 2019: Drama TV Star of 2019 und Female TV Star of 2019, jeweils für Riverdale[18]
- People’s Choice Award 2020: Female TV Star of 2020 für Riverdale[19]
- Critic’s Choice Super Awards 2021: Best Actress in a Superhero Series für Riverdale[20]